# إن إيه-9 (بونير)
إم إيه-9 هي دائرة انتخابية للمجلس الوطني في باكستان. وهي تضم مقاطعة بونير. كانت تعرف سابقا باسم إم إيه-28 (بونير) من 1977 إلى 2018. وفي عام 2002 تم تغيير اسمها إلى إم إيه-9 بعد ترسيم الحدود في عام 2018.

## وصلات خارجية
- نتيجة الانتخابات الموقع الرسمي